# Aegithinidae
Aegithinidae é uma família de aves da ordem Passeriformes.